# Ptychoglossus eurylepis
Espèce
Statut de conservation UICN

 NT  : Quasi menacé
Ptychoglossus eurylepis est une espèce de sauriens de la famille des Gymnophthalmidae.

## Répartition
Cette espèce est endémique du département de Cauca en Colombie,. Elle se rencontre vers 2 190 m d'altitude dans le Sud de la cordillère Occidentale.

## Publication originale
- Harris & Rueda, 1985 : A new microteiid lizard (Sauria: Ptychoglossus) with exceptionally wide scales from southwestern Colombia. Lozania, no 48, p. 1-6.